# نسبت خلأ
نسبت خلا یا Void ratio، در دانش مواد یک کمیت نسبی است که به پوکی مرتبط است:
{\displaystyle e={\frac {V_{V}}{V_{S}}}={\frac {V_{V}}{V_{T}-V_{V}}}={\frac {\phi }{1-\phi }}}
و
{\displaystyle \phi ={\frac {V_{V}}{V_{T}}}={\frac {V_{V}}{V_{S}+V_{V}}}={\frac {e}{1+e}}}
در این رابطه {\displaystyle e} نسبت خلا، {\displaystyle \phi } پوکی، VV حجم حفره‌های ماده، VS حجم بخش جامد و VT حجم کل است. یادآوری می‌شود که در مهندسی خاک و پی، {\displaystyle \phi } برای اشاره به زاویه اصطکاک خاک است و نسبت خلا با e نمایش داده می‌شود.
با توجه به رابطهٔ بالا، نسبت خلا را بازنویسی می‌کنیم:
{\displaystyle e={\frac {V_{V}}{V_{S}}}={\frac {V_{V}}{V_{T}-V_{V}}}={\frac {n}{1-n}}}
و
{\displaystyle n={\frac {V_{V}}{V_{T}}}={\frac {V_{V}}{V_{S}+V_{V}}}={\frac {e}{1+e}}}
در این رابطه {\displaystyle e} نسبت خلا، {\displaystyle n} پوکی، VV حجم حفره‌های ماده (پر شده از هوا یا آب)، VS حجم بخش جامد و VT حجم کل است.